# Celluloid Heroes
Singles de The Kinks
Supersonic Rocket Ship
(mai 1972) Sitting in the Midday Sun
(juin 1973)
Pistes de Everybody's in Show-Biz
Look a Little on the Sunnyside
Celluloid Heroes est une chanson du groupe de rock britannique The Kinks. Elle est parue en août 1972 sur l'album Everybody's in Show-Biz, puis en single en novembre de la même année, mais sa longueur inhabituelle (plus de six minutes) l'empêche de se classer dans les hit-parades.
Les paroles de Celluloid Heroes s'inscrivent dans la thématique de l'album Everybody's in Show-Biz, qui s'intéresse aux désillusions de la vie d'artiste. Ray Davies y évoque d'anciennes vedettes du cinéma (Greta Garbo, Rudolph Valentino, Béla Lugosi, Bette Davis, Marilyn Monroe, George Sanders et Mickey Rooney) à travers leurs étoiles sur le Walk of Fame de Hollywood.

## Reprises
- Joan Jett sur l'album The Hit List (1990)
- Steve Vai sur l'album The Elusive Light and Sound, Vol. 1 (2002)
- Bon Jovi en face B du single Misunderstood (2003)
- Blackmore's Night sur l'album Autumn Sky (2011)